# Холда
Холда (рум. Holda) — село у повіті Сучава в Румунії. Адміністративно підпорядковане місту Броштень.
Село розташоване на відстані 315 км на північ від Бухареста, 61 км на південний захід від Сучави, 144 км на захід від Ясс.

## Населення
За даними перепису населення 2002 року у селі проживали 836 осіб, з них 835 осіб (99,9%) румунів. Рідною мовою 835 осіб (99,9%) назвали румунську.